# Народний комісаріат фінансів
Наро́дний комісаріа́т фіна́нсів (Наркомфі́н або НКФ) — центральний державний орган управління фінансами в радянських державах у 1917—46 роках.

## Історія
Наркомфін уходив до складу Тимчасового робітничого і селянського уряду Росії, утвореного «Декретом про заснування Ради Народних Комісарів», прийнятим 2-м Всеросійським з'їздом Рад 26 жовтня (8 листопада) 1917 року. Наркомат був покликаний забезпечувати проведення єдиної фінансової політики, а також здійснювати загальне керівництво в галузі організації фінансів у країні.
У 1925 році НКФ СРСР прийняв «Положення про зовнішній податковий нагляд», де визначалися права, обов'язки, завдання та функції фінансових інспекторів, їх помічників і фінансових агентів. На зовнішній податковий нагляд покладалося обстеження платників податків, вивчення джерел їхніх доходів, об'єктів оподаткування. Ведення окладного рахівництва (картки недоїмок, книги, звітні відомості та інше) передавалося касовим органам, а справляння платежів — податковим агентам.

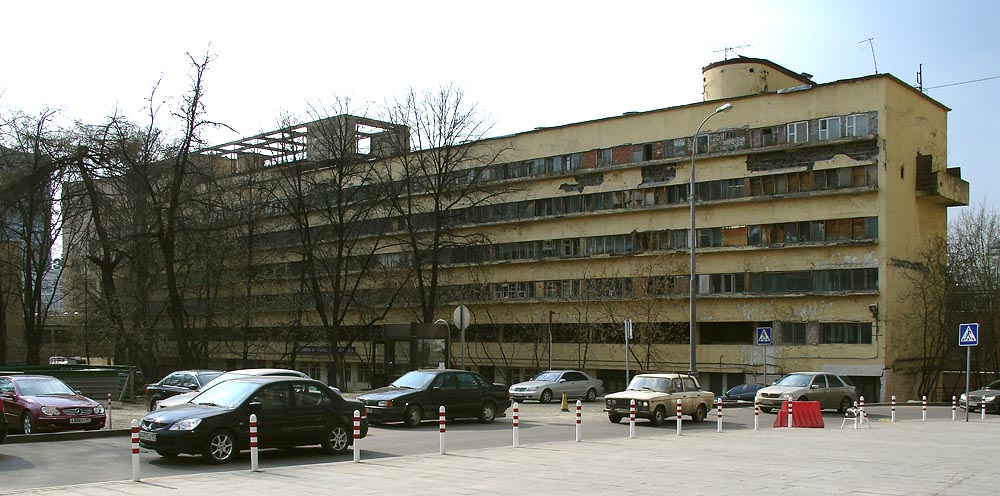
Будинок Наркомфіну, 1930, арх. М. Я. Гінзбург

У 1930 році податковий апарат Наркомфіну СРСР перевищив 17 тисяч осіб. З них половина працювала у фінансових органах, а решта входили до апарату зовнішнього податкового нагляду. Враховуючи, що до цього часу з «капіталістичним елементом» як у місті, так і на селі в основному було покінчено, податкова реформа 1930 р. внесла зміни і в організацію податкового апарату. Основною ланкою системи стала податкова інспекція — структурний підрозділ районних і міських фінансових відділів. 
До керівних і контролюючих ланок належали податкові відділи крайових, обласних і міських (з районним поділом) фінансових органів, управління податків і зборів наркоматів фінансів союзних республік і Наркомату фінансів СРСР.
1932-го року було закінчено будівництво гуртожитків для працівників наркомату (Будинок Наркомфіну).
Станом на 1942 р. у розпорядженні Наркомфіну знаходилися не тільки грошові кошти й дорогоцінні метали, а й такі екзотичні цінності як радій.
Відповідно до закону від 15 березня 1946 року Наркомфін СРСР перетворено на Міністерство фінансів СРСР.

## Народні комісарифінансів
| Народний комісар                  | Час роботи                                              |
| --------------------------------- | ------------------------------------------------------- |
| Скворцов-Степанов Іван Іванович   | 26 жовтня (8 листопада) 1917 — 20 січня (2 лютого) 1918 |
| Менжинський В'ячеслав Рудольфович | 20 січня (2 лютого) 1918 — березень 1918                |
| Гуковський Ісидор Еммануїлович    | березень 1918 — 16 серпня 1918                          |
| Крестинський Микола Миколайович   | 16 серпня 1918 — жовтень 1922                           |
| Сокольников Григорій Якович       | 1922–1926                                               |
| Брюханов Микола Павлович          | 1926–1930                                               |
| Гринько Григорій Федорович        | 1930–1937                                               |
| Чубар Влас Якович                 | 1937–1938                                               |
| Звєрєв Арсеній Григорович         | 1938–1946                                               |